# Baker’s Wood
Baker’s Wood – przysiółek w Anglii, w hrabstwie Buckinghamshire. Leży 33,7 km od miasta Aylesbury, 57,1 km od miasta Buckingham i 31,1 km od Londynu. W 2015 miejscowość liczyła 1047 mieszkańców.